# Mariol
Mariol – miejscowość i gmina we Francji, w regionie Owernia-Rodan-Alpy, w departamencie Allier.

## Demografia
Według danych na rok 1990 gminę zamieszkiwały 714 osoby, a gęstość zaludnienia wynosiła 76 osób/km². W styczniu 2015 r. Mariol zamieszkiwało 767 osób, przy gęstości zaludnienia wynoszącej 81,7 osób/km².